# Performansz

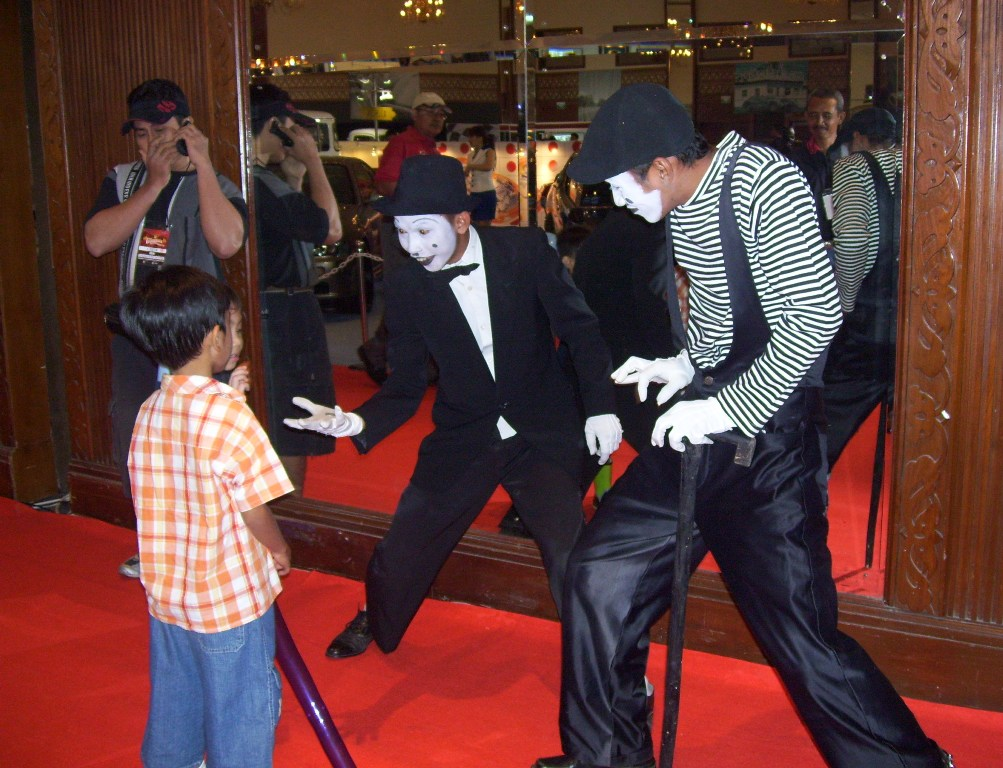
Performansz pantomim (2008)

A performansz (angolul: performance) egy művészeti irányzat, alkotói módszer.
A performansz jelentései magyarul: előadás (műé), eljátszás (szerepé), véghezvitel, teljesítés, teljesítmény; egyéb jelentés: performance test = teljesítményvizsgálat.

## Története
Az 1960-as évek végén kialakult művészeti irányzat, melyet elsősorban képzőművészek hoztak létre munkáik különféle irányokba való kiterjesztése miatt. Közvetlen előzménye a happening és a fluxus volt. A performansz többféle művészeti ág kifejező eszközeit is alkalmazza, elsősorban a body art, koncept és a videóművészet szólt bele a performansz történetének alakulásába. Első performansznak Yves Klein Ugrás az ürességbe című munkáját tartják, melyet Klein 1962-ben készített.

## A művészetről
Tágabb értelemben előadó művészeti műfajokra értendő, mint például tánc, színház vagy zene.
Mint vizuális műfaj, az 1970-es évek végén alakult ki. Középpontjában az „én” áll, tehát a performer a saját testét, valamint személyiségét használja fel témaként, kifejezési eszközként a műveiben.
Hazánkban az 1980-as évek elején kapott teret e művészeti ág.

## Performanszművészek (válogatás)

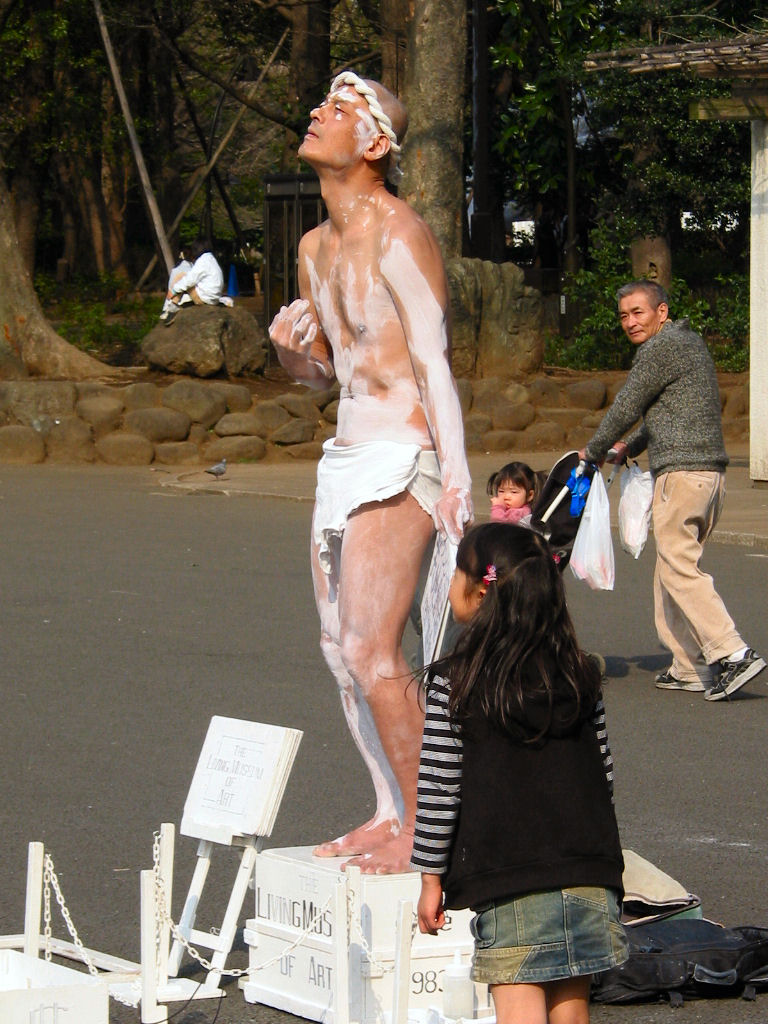
Egy művész performansza Tokióban (2006)

- Dan Graham
- Bruce Nauman
- Chris Burden
- Laurie Anderson
- Marina Abramović (wd)

### Hazai alkotók
- Ádám Anna
- Bada Tibor
- Bartos Cs. István
- Béki István
- Böröcz András
- Buday Enikő
- Bukta Imre
- Czap Gábor
- Drozdik Orsolya
- Drozsnyik István
- Erdély Miklós
- feLugossy László
- Gray Box
- Hajas Tibor
- El Kazovszkij
- Koronczi Endre
- Király Tamás
- Kovács István
- Ladik Katalin
- Lantos László
- drMáriás
- Najmányi László
- Révész László László
- Szirtes János
- Szkárosi Endre
- Szlaukó László
- Szombathy Bálint
- Varkoly László
- Syporca Whandal
- El-Hassan Róza
- Hornyánszky Gyula (festő)